# Il circo filastrocca/Il grande colibrì
Il circo filastrocca/Il grande colibrì è un singolo di Ricky Gianco, pubblicato dalla Ariston (catalogo AR 00702) nel 1975.

## Descrizione
Entrambi i brani sono le sigle del programma televisivo per i più piccini Il circo filastrocca (1975). I testi sono di Guglielmo Zucconi, mentre le musiche sono di Virgilio Savona (di cui sono anche la produzione discografica e gli arrangiamenti) e Niny Comolli.
Partecipa al disco il Coro dei Piccoli Cantori di Milano, diretto dalla stessa Comolli.

## Tracce

### Lato A
1. Il circo filastrocca (sigla di testa)

### Lato B
1. Il grande colibrì (sigla di coda)